# 대전선암초등학교
대전선암초등학교는 대한민국 대전광역시 서구에 있는 공립 초등학교이다.

## 학교 연혁
- 1999. 02. 18 대전선암초등학교 설립인가(24학급)
- 1999. 07. 01 초대 신영직 교장 취임, 개교(6학급 편성)
- 1999. 09. 01 병설유치원 개원식(1학급)
- 2000. 03. 05 입학식, 6학급 편성
- 2000. 09. 01 제2대 김원동 교장 부임
- 2001. 03. 01 대전광역시 교육청 지정「창의성교육」시범 유치원(1년)
- 2001. 03. 05 입학식, 12(1)학급 편성
- 2001. 09. 15 병설 유치원 시지정 연구 운영 보고
- 2002. 03. 01 대전광역시 교육청 지정「봉사활동」시범학교(1년)
- 2002. 03. 05 입학식, 14(1)학급, 병설유치원 2학급 편성
- 2003. 02. 15 제4회 졸업식
- 2003. 03. 01 제3대 이복형 교장 부임
- 2003. 03. 03 27(1)학급편성, 병설유치원 2학급 편성
- 2004. 02. 13 제 5회 졸업식
- 2004. 03. 01 대전느리울초등학교 학교분리 20학급(517명)
- 2004. 03. 03 18(1)학급 및 병설유치원 2학급 편성
- 2005. 02. 18 제6회 졸업식(64명)
- 2005. 03. 01 제4대 조일문 교장 부임
- 2005. 03. 01 18(1)학급 및 병설유치원 2학급 편성
- 2005. 05. 01 교육인적자원부 지정「사회복지사 활용」연구학교
- 2006. 02. 17 제7회 졸업식(65명)
- 2006. 03. 01 18(1)학급 및 병설 유치원 2학급 편성
- 2007. 02. 15 제8회 졸업식(63명)
- 2007. 03. 01 19(1)학급 및 병설 유치원 2학급 편성
- 2007. 02. 20 제9회 졸업식(77명)
- 2008. 03. 01 제5대 서원희 교장 부임
- 2008. 03. 01 19(특수1)학급 및 병설 유치원 2학급 편성
- 2009. 02. 18 제10회 졸업식
- 2009. 03. 01 20(특수1)학급 및 병설 유치원 2학급 편성
- 2009. 03. 01 시지정 경제교육시범학교 운영
- 2009. 09. 01 제6대 정용하 교장 부임
- 2010. 02. 20 제11회 졸업식(104명)
- 2010. 03. 01 19(특수1)학급 및 병설유치원 2학급 편성
- 2011. 02. 17 제12회 졸업식
- 2011. 03. 01 22(특수1)학급 및 병설유치원 2학급 편성
- 2012. 02. 18 22(특수1)제13회 졸업식
- 2012. 03. 01 21(특수1)학급 및 병설유치원 2학급 편성
- 2013. 02. 19 제 14회 졸업식(75명)
- 2013. 03. 01 20(특수1)학급 및 병설유치원 2학급 편성
- 2014. 02. 14 제 15회 졸업식(69명)
- 2014. 03. 01 19(특수1)학급 및 병설유치원 2학급 편성
- 2014. 09. 01 제 7대 성열순 교장 부임
- 2015. 02. 13 제 16회 졸업식(60명)
- 2015. 03. 01 19(특수1)학급 및 병설유치원 2학급 편성
- 2015. 03. 01 시지정 안전교육시범학교 운영

## 학교 상징
- 교화 - 영산홍 : 강한 성취감, 아름다운 품성
- 교목 - 소나무 : 곧은 절개, 희망, 인내

## 참고 자료
- 대전선암초등학교 - 한국교육학술정보원 학교알리미